# Trepartsforhandling
En trepartsforhandling er en forhandling mellem de tre centrale parter på det danske arbejdsmarked: Arbejdsgiverorganisationerne, hovedorganisationerne (lønmodtagerne) og Finansministeriet (staten). Forhandlingerne har fundet sted siden septemberforliget i 1899 og er ikke unikke for den danske model, men findes i de fleste EU-lande.
Arbejdsgiverorganisationerne og hovedorganisationernes medlemsforbund indgår selv overenskomster og andre aftaler, mens staten også deltager, hvis der er tale om større, overordnede aftaler, f.eks. finder der trepartsforhandlinger sted om ændringen af den såkaldte hovedaftale og ændringer i dagpenge, efterløn m.v.